# ルイス・ロペス・フェルナンデス
ルイス・アウレリオ・ロペス・フェルナンデス（Luis Aurelio López Fernández 、1993年9月13日 - ）は、ホンジュラス・サン・ペドロ・スーラ出身のプロサッカー選手。サッカーホンジュラス代表。ポジションはGK。

## 経歴

### クラブ
2013年、レアル・エスパーニャでプロデビュー。2018年、MLSのロサンゼルスFCに移籍。

### 代表
2013年3月、U-21代表の一員として中央アメリカ競技大会に参加、3回目の優勝に貢献した。
2014年にはブラジルで開催されたワールドカップに参加したが、GKの3番手のため出場機会は無かった。2016年の夏季オリンピックでは全6試合に出場し、4強入りに貢献した。

## 代表歴

### 出場大会
- ホンジュラス代表
  - 2014 FIFAワールドカップ

### 試合数
- 国際Aマッチ 58試合 0得点（2015年-）[2]

| ホンジュラス代表 | 国際Aマッチ | 国際Aマッチ |
| 年               | 出場        | 得点        |
| ---------------- | ----------- | ----------- |
| 2015             | 1           | 0           |
| 2016             | 0           | 0           |
| 2017             | 11          | 0           |
| 2018             | 3           | 0           |
| 2019             | 11          | 0           |
| 2020             | 2           | 0           |
| 2021             | 15          | 0           |
| 2022             | 11          | 0           |
| 2023             | 4           | 0           |
| 2024             |             |             |
| 通算             | 58          | 0           |